# ثعبان الجرذان القوقازي
ثعبان الجرذان القوقازي (الاسم العلمي: Zamenis hohenackeri، بالإنجليزية: Transcaucasian Rat Snake) هو نوع من ثعابين الجرذان غير الزعافية (السمية) تنتمي لفصيلة الأحناش. تنتشر في أجزاء من منطقتي القوقاز والشرق الأوسط.

## التصنيف والانتشار
ينتمي هذا الثعبان إلى فصيلة الأحناش، وينتشر في غربي منطقة شرق المتوسط وتركيا وشمال إيران وبلاد القوقاز التي أخذ اسمه منه.
وينتشر على المنحدرات الصخرية المفتوحة وفي الوديان المشجرة والرطبة ذات المجاري المائية والينابيع وعلى أطراف غابات البلوط والصنوبر، ويسكن في جحور القوارض وتحت الصخور وفي تجاويف الأشجار وهو متسلق بارع لجذوعها. وتضع الإناث من 3 إلى 7 بيضات وتقوم بحمايتها لمدة تصل من شهر إلى شهر ونصف.

## الوصف
يصل طول ثعبان الجرذان القوقازي إلى 95 سم وطول الذيل إلى 20 سم ويتميز بعينين ذات بؤبؤ دائري، يقطع العين خط بني غامق يقسمها عرضياً إلى نصفين نصف بلون أصفر زاهي أعلى البؤبؤ وباهت أسفله ويمتد اللون البني ليخرج من العين ويتوسع قليلاً لينتهي إلى نقطة التقاء الفكين ويصبح أكثر فتاحةً ونلاحظ خط أسود قصير يخرج من أسفل دائرة العين بشكل شاقولي إلى شفة الفك العلْوي، ولديه بقع متراصفه ذات شكل غير منتظم على طول الجسم ودائما ما تبدأ عند الوجه العلوي للعنق بشكل حرف "V" وقد تنقسم البقع إلى أزواج في منتصف الجسم، ولديه بطن اسود اللون وحراشف ناعمه جداً ولماعه عاكسه للاشعة وكثيراً مايخلط هواة الزواحف بينه وبين ثعبان الماء العذب النرد «ثعبان النرد» للتشابه البسيط بينهما.
هو ثعبان غير سام وغير عدائي أو مؤذي بتاتاً ويتغذى على الفئران والسحالي والحشرات وبعض الضفادع وهو خجول يبتعد عن البشر وإن ما تمت محاصرته يقوم بالفحيح ومحاولة العض كمحاولة للردع حيث وإن تمكن من العض لن يحدث أي ضرر يذكر لنعومة اسنانه وقصرها، وسرعان ما يستسلم فهو سهل الترويض ويصبح أنيساً ولطيفاً.